# Candide Marie de Jésus
Candide Marie de Jésus (Andoain, 31 mai 1845 - Salamanque, 9 août 1912) est une religieuse espagnole fondatrice des Filles de Jésus et reconnue sainte par l'Église catholique.

## Vie
Juana Josefa naît à Berrospe, près d'Andoain, dans la province du Guipuscoa, dans le  Pays basque. Son père est tisserand et sa famille est pauvre ; elle est l'aînée des sept enfants, et plutôt que d'aller à l'école, elle les aide et s'en s'occupe.
Encore jeune, elle part pour Burgos afin d'aider financièrement les siens, et elle travaille comme domestique dans différentes maisons. Elle est affectée par la profonde difficulté que rencontre un bon nombre de familles subissant les effets sociaux de la révolution industrielle.
En 1863, à 23 ans, elle rencontre le père jésuite Miguel de los Santos San José Herranz qui l'aide dans son vœu de mettre en place un programme de charité et de formation. Cette collaboration aboutit dans un premier temps à la création d'une congrégation catholique appelée la Clerecía, dédiée principalement à l'éducation et composée de cinq femmes, approuvée à Salamanque le 8 décembre 1871.
À la suite d'une vision du Christ, elle prend le nom religieux de Candida Marie de Jésus. Le Père Herranz l'aide à rédiger les constitutions en y incluant l'éducation des enfants et la promotion des femmes. Finalement, la congrégation reçoit l'approbation diocésaine de l'évêque de Salamanque le 3 avril 1873 sous le nom des Filles de Jésus. Et le 8 décembre de la même année, elle fait sa profession solennelle.
La congrégation s'est d'abord étendue à d'autres villes castillanes, comme Arévalo, Peñaranda de Bracamonte, Segovie et Medina del Campo. Le processus s'est poursuivi avec l'établissement au Pays basque, et finalement, en 1911, l'expansion internationale a commencé avec un groupe de religieuses s'installant au Brésil. La congrégation est désormais présente dans une vingtaine de pays.
Candide Marie de Jésus meurt le 9 août 1912. Sa devise de vie était : « Je suis pour Dieu seul ».

## Canonisation
Candide Marie de Jésus est béatifiée le 12 mai 1996, avec une autre religieuse des Filles de Jésus, Marie Antonia Bandrés y Elósegui, par le Pape Jean-Paul II.
En juillet 2009, a lieu une rencontre entre l'archevêque Angelo Amato, le préfet pour la Congrégation pour les causes des saints et le Pape Benoît XVI. Durant cette rencontre, le pape approuve un second miracle que la congrégation vérifie et approuve. Ceci permet de fixer une date pour la canonisation de la bienheureuse. Le 19 février 2010, Benoît XVI annonce que la canonisation aura lieu le 17 octobre 2010, canonisation qui est effective à cette date.